# Aliminusa
Aliminusa (sicilià Aliminusa) és un municipi italià, dins de la ciutat metropolitana de Palerm. L'any 2007 tenia 1.334 habitants. Limita amb els municipis de Caccamo, Cerda, Montemaggiore Belsito, Sciara i Sclafani Bagni.

## Administració
| Període | Identitat     | Partit        |
| ------- | ------------- | ------------- |
| 2004-   | Ignazio Dolce | Llista cívica |